# Paola Severini
Paola Severini, coniugata Melograni (Roma, 19 giugno 1956) è una giornalista, saggista, conduttrice radiofonica e produttrice televisiva italiana, attiva in particolare nel terzo settore e nella comunicazione sociale..

## Biografia
Laureata in Sociologia con il massimo dei voti, inizia a lavorare nel giornalismo dal 1975 e dal 1999 è iscritta all'albo dei professionisti. Nel 1981 approda a Radio Rai, conducendo la rubrica Punto d'incontro, dedicata ai temi di comunicazione, disabilità e legalità. Sempre per la radio di Stato italiana ha ideato e condotto dal 2011 su Gr Parlamento i programmi La sfida del federalismo solidale e No Profit, poi riuniti nel bisettimanale La sfida della solidarietà. Nell'estate 2000 ha condotto su Isoradio, una rubrica settimanale sul terzo settore. Ha inoltre collaborato alla costituzione del Segretariato Sociale della televisione pubblica, poi divenuto Rai Per la Sostenibilità - ESG. In televisione, nel 1995 ha ideato Un popolo di poeti, rubrica di poesia contemporanea a cura della struttura Videosapere.
Al di fuori della Rai, ha collaborato con i quotidiani QN, Il Messaggero, Avvenire, Corriere della Sera e Il Sole 24 Ore. Con Piero Melograni ha ideato e condotto il programma radiofonico, Lettere d’amore, in onda su Radio 24. Nel 2000 fonda l'agenzia giornalistica Angelipress (evoluzione della preesistente rivista Angeli), di cui è direttrice, focalizzata sulla politica (ha coperto per diversi anni le sedute parlamentari), sul no profit e sul terzo settore. In precedenza, nel 1990 aveva fondato Paneuropa, agenzia di comunicazione sociale.
Nel 1989 ha ricevuto il Premio Marisa Bellisario per il lavoro sulla salute della donna italiana in gravidanza. Nel 2003 le viene assegnato il Premio Saint Vincent di Giornalismo, consegnato dal presidente della Repubblica Carlo Azeglio Ciampi, per l'attività giornalistica a carattere sociale.
Ha ricoperto incarichi di consulenza a sfondo sociale, tra l'altro, per il Ministro dei Beni Culturali, per la Lega Serie A di calcio.  
Ha svolto attività di ricerca sui media, della pedagogia, della comunicazione sociale, dell’economia presso il Dipartimento di Scienze dell’Educazione dell’Università di Bologna, poi presso l’Istituto di Studi Musicali e Teatrali della stessa università, e, infine, presso il Dipartimento di Pedagogia Speciale dell’Università di Calabria, collaborando anche a diverse riviste scientifiche e universitarie. Per undici anni, dal 1984 al 1995, ha collaborato alla Cattedra di Sociologia dell’Arte e della Letteratura dell’Università di Urbino, alla guida di un gruppo di ricerca nell'analisi di campioni di utenti televisivi e radiofonici.

## Vita privata
Si è sposata una prima volta con Antonio Guidi, politico e neurologo, con cui ha avuto tre figli: Valentino, Diletta e Valerio. Nel 2007 si è risposata con Piero Melograni, con cui ha condotto il programma radiofonico Lettere d’amore nel 2008 e che è scomparso nel 2012.

## Produzioni televisive e radiofoniche
Sue le produzioni per la Rai, Allo Specchio, un'Italia quale paese fondato sulle nonne, Storia del fascismo, Raitrade, nel 2004, quale co-produttrice, e La Storia della Seconda Guerra Mondiale, co-produttrice, nel 2007.
Altre produzioni e attività radiofoniche:
- Passioni d'amore - Rai International - 2001
- Un popolo di Poeti - Rai - 1995
- Testimoni del nostro secolo - Rai - 1996-1998
- Le Bugie della Storia - Rete 4 [co-produttrice, 2005]
- La Sfida del Federalismo Solidale - in onda dal 2010 su Rai Gr Parlamento
- La Sfida della Solidarietà - in onda su Rai Gr Parlamento
- No Profit - in onda dal 2011 su Rai Gr Parlamento
- L'Italia è un paese fondato sulle nonne - Rai - 2013
- Miss Sarajevo - Rai - 2018
- Il Giorno della Libertà - Rai 3 - 2019
- O anche no - Rai 2/Rai 3 - 2019-in corso
- Insieme con...la Rai per il Sociale - Rai 1 - 2020
- Stravinco per la Vita - Paralimpiadi, spinoff di "O anche no" dedicato alle Paralimpiadi e ai diritti fondamentali - Rai 2 - 2021/2024

## Pubblicazioni
- “Pubblicità investire per lo sviluppo” Rusconi, 1987.
- “Manuale d’informazione sull’handicap” editore “temi di vita italiana” Presidenza del Consiglio dei Ministri, 1992.
- “Ersilio Tonini Il grande comunicatore”, edizioni San Paolo, collana Primo Piano. Nuova edizione Minerva, 2013.
- “Enciclopedia casa mia” sezione dedicata ai mass-media, volumi 4, 5, 6, edizioni San Paolo.
- 65 numeri monografici di "Angeli", rivista della cultura sociale (40 sotto la sua direzione)
- “L’amministratore di sostegno”, ed. Agenzia per le Onlus.
- "Lettere al Parlamento" (cura) Herald, 2005.
- "Le mogli della Repubblica" BaldiniCastoldiDalai, 2006. Nuova edizione Marsilio, 2008.
- “Care famiglie vi scrivo. Dodici anni con L’Eco di San Gabriele”, Edizioni Eco di San Gabriele, 2012.
- "Manuale dei Diritti Fondamentali e Desiderabili" (cura) Oscar Mondadori, 2013.
- “O Anche No. Da vicino nessuno è normale” Castelvecchi Edizioni, 2024.